# Nine Bodies in a Mexican Morgue
Nine Bodies in a Mexican Morgue es una serie de televisión de suspenso y misterio británica-estadounidense, dirigida por Brian O'Malley y Viviane Andereggen, escrita por Anthony Horowitz y protagonizada por Eric McCormack, David Ajala, Ángel López-Silva, Sebastián Capitán Viveros, Lydia Wilson, Peter Gadiot, Siobhán McSweeney, Ólafur Darri Ólafsson, Deborah Ayorinde, Adam Long y Hari Dhillon.
La serie está producida por MGM Television, Sony Entertainment y la BBC. Su estreno fue el 2 de marzo de 2025 en MGM+.

## Premisa
Sigue la historia de nueve desconocidos que se encuentran perdidos en una remota selva mexicana tras estrellarse la avioneta en la que viajaban de Guatemala a Estados Unidos. Uno a uno, los supervivientes son asesinados, dejando a los pasajeros restantes para resolver el aterrador misterio antes de que ellos también caigan víctimas del asesino.

## Reparto
- Eric McCormack como Kevin
- David Ajala como Zack
- Ángel López-Silva como Gabriel Vega
- Sebastián Capitán Viveros como López
- Lydia Wilson como Sonja
- Peter Gadiot como Carlos
- Siobhán McSweeney como Lisa
- Oscar Foronda como Pablo Revueltas
- Ólafur Darri Ólafsson como Travis
- Deborah Ayorinde como Claire
- Hari Dhillon como David Malik
- Gloria Garcia como Dra. Gloria Guijarro
- Daniel Topic como Frank Courtney
- Misa D'Angelo como Mariana
- Sebastian Orozco como Sanchez
- Christian Contreras como Octavio
- Joana Borja como Beatriz
- Adam Long como Dan
- Jan Le como Amy
- Harlys Becerra como Héctor Guzmán
- Horacio Colomé como Operador de radio

## Producción

### Desarrollo
El proyecto fue desarrollado originalmente por Anthony Horowitz en 2020 con Blumhouse Television para la plataforma de formato corto Quibi. La serie limitada de seis capítulos está escrita, creada y producida ejecutivamente por Horowitz y producida por Eleventh Hour Films. Junto a Horowitz, la serie cuenta con Jill Green y Eve Gutierrez como productoras ejecutivas de Eleventh Hour Films.

### Elenco
El reparto está encabezado por Eric McCormack como Kevin, y también incluye a David Ajala, Lydia Wilson, Peter Gadiot, Siobhán McSweeney, Ángel López-Silva, Sebastián Capitán Viveros, Ólafur Darri Ólafsson y Adam Long.

### Rodaje
El rodaje comenzó en las Islas Canarias en la primavera de 2024.